# Eat Me, Drink Me

Eat Me, Drink Me este al șaselea album de studio al trupei rock americane Marilyn Manson, lansat pe 5 iunie 2007 de Interscope Records . Acesta a fost înregistrat într-un studio închiriat în Hollywood de către vocalistul principal Marilyn Manson și chitaristul și basistul Tim Sköld, și a fost produs de Manson și Sköld. Manson a declarat că a cântat cea mai mare parte a albumului întins pe podeaua studioului, cu mâinile acoperind microfonul, rezultând un sunet vocal foarte distinct.  
La lansare, Eat Me, Drink Me a fost primit cu recenzii pozitive din partea criticilor și a debutat pe locul opt în Billboard 200 din SUA . Albumul a fost ultimul la care a participat Tim Sköld. Albumul a produs două single-uri („ Heart-Shaped Glasses (When the Heart Guides the Hand ” și „ Putting Holes in Happiness ”). Trupa a promovat albumul cu turneul Rape the World . 

## Promovare

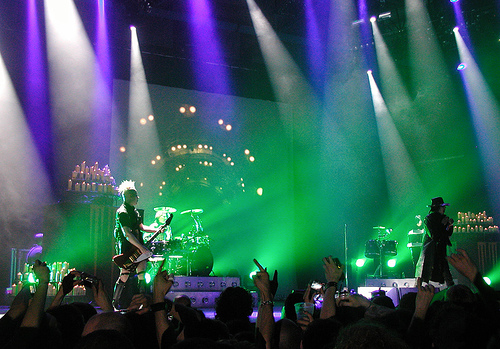
Marilyn Manson interpretând „If I Was Your Vampire” în perioada Eat Me, Drink Me, în 2007

## Turneul Rape the World

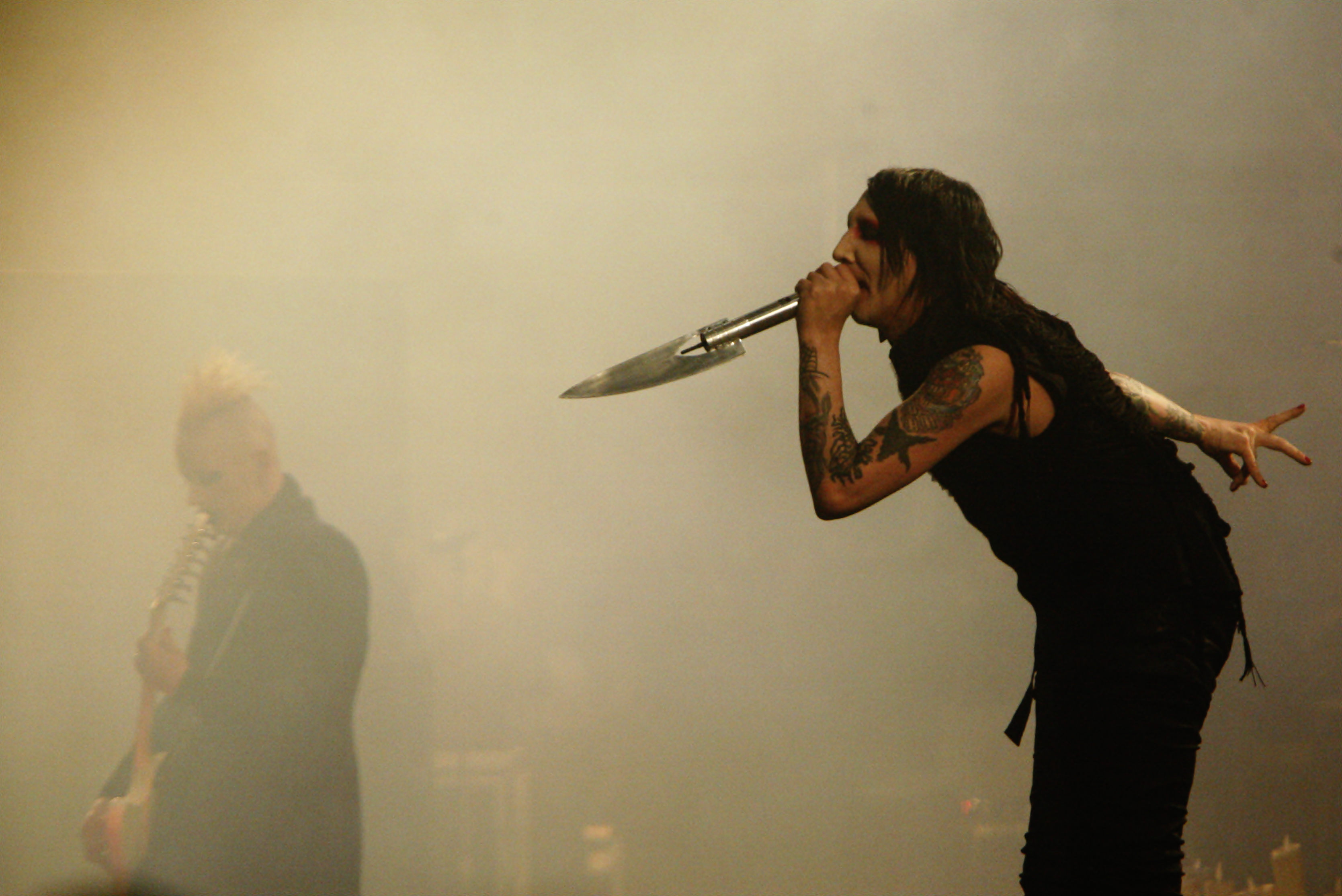
Marilyn Manson interpretând „The Nobodies” în timpul Turneului Rape the World, iunie 2007

## Lista pieselor
Toate piesele au fost scrise și produse de Marilyn Manson și Tim Sköld . 
| Nr.             | Titlu                                                   | Lungime |  |
| 1.              | „If I Was Your Vampire”                                 | 5:56    |  |
| 2.              | „Putting Holes in Happiness”                            | 4:31    |  |
| 3.              | „The Red Carpet Grave”                                  | 4:05    |  |
| 4.              | „They Said That Hell's Not Hot”                         | 4:17    |  |
| 5.              | „Just a Car Crash Away”                                 | 4:55    |  |
| 6.              | „Heart-Shaped Glasses (When the Heart Guides the Hand)” | 5:05    |  |
| 7.              | „Evidence”                                              | 5:19    |  |
| 8.              | „Are You the Rabbit?”                                   | 4:14    |  |
| 9.              | „Mutilation Is the Most Sincere Form of Flattery”       | 3:52    |  |
| 10.             | „You and Me and the Devil Makes 3”                      | 4:24    |  |
| 11.             | „Eat Me, Drink Me” (stylized in capital letters)        | 5:40    |  |
| Lungime totală: | Lungime totală:                                         | 52:12   |  |

| Bonus tracks    |                                                                            |         |  |
| Nr.             | Titlu                                                                      | Lungime |  |
| 12.             | „Heart-Shaped Glasses” (Inhuman Remix) (international bonus track)         | 4:07    |  |
| 13.             | „Heart-Shaped Glasses” (Space Cowboy Remix) (UK and Australia bonus track) | 5:24    |  |
| 14.             | „Putting Holes in Happiness” (acoustic version) (Japan bonus track)        | 4:10    |  |
| 15.             | „Heart-Shaped Glasses” (Penetrate the Canvas Remix) (Best Buy bonus track) | 4:48    |  |
| Lungime totală: | Lungime totală:                                                            | 70:01   |  |

| Bonus DVD: Audio |                                                          |         |  |
| Nr.              | Titlu                                                    | Lungime |  |
| 1.               | „Putting Holes in Happiness” (Boys Noize Remix)          | 5:37    |  |
| 2.               | „Putting Holes in Happiness” (Robots to Mars Mix)        | 4:23    |  |
| 3.               | „Putting Holes in Happiness” (Guitar Hero Remix)         | 3:44    |  |
| 4.               | „Putting Holes in Happiness” (Ginger Fish Remix)         | 3:15    |  |
| 5.               | „Heart-Shaped Glasses” (Penetrate the Canvas Remix)      | 4:48    |  |
| 6.               | „Heart-Shaped Glasses” (Hamel Remix)                     | 7:01    |  |
| 7.               | „You and Me and the Devil Makes 3” (Adam Freeland Remix) | 5:38    |  |
| Lungime totală:  | Lungime totală:                                          | 34:21   |  |

| Bonus DVD: Video |                                                                    |         |  |
| Nr.              | Titlu                                                              | Lungime |  |
| 1.               | „Heart-Shaped Glasses (When the Heart Guides the Hand)” (explicit) |         |  |
| 2.               | „Heart-Shaped Glasses (When the Heart Guides the Hand)” (clean)    |         |  |
| 3.               | „Putting Holes in Happiness” (music video)                         |         |  |
| 4.               | „Track-by-track Interview” (Interview with Marilyn Manson)         |         |  |

## Istoricul lansărilor
| Regiune          | Data         | Eticheta               | Format       |
| ---------------- | ------------ | ---------------------- | ------------ |
| La nivel mondial | 5 iunie 2007 | Înregistrări interscop | Disc compact |

## Linkuri externe
- Site-ul oficial Eat Me, Drink Me
- Eat Me, Drink Me pe Metacritic